# Pawel Worschew
Pawel Worschew (kasachisch Павел Воржев, auch Pavel Vorzhev transkribiert; * 28. September 1993 in Qaraghandy) ist ein kasachischer Radsportler, der auf die Kurzzeitdisziplinen auf der Bahn spezialisiert ist.

## Sportliche Laufbahn
2011 belegte Worschew bei den Asienmeisterschaften im thailändischen Nakhon Ratchasima Platz fünf im Einzelzeitfahren der Junioren.
Ab 2013 startete Worschew international auf der Bahn. 2014 wurde er erstmals nationaler Meister im Sprint. Diesen Erfolg konnte er bis einschließlich 2018 vier Mal in Folge wiederholen. 2018 wurde er zudem kasachischer Meister im Keirin sowie gemeinsam mit Andrei Tschugai, Bogdan Ruder und Dmitri Resanow im Teamsprint.
Am 30. Mai 2018 stellte Worschew beim Grand Prix of Moscow mit 9,778 Sekunden einen neuen nationalen Rekord über 200 Meter (fliegend) auf. Im August des Jahres startete er bei den Asienspielen in Jakarta und belegte im Keirin Platz elf sowie mit Maxim Naljotow und Sergei Ponomarjow im Teamsprint Platz sechs.
Beim Lauf des Bahnrad-Weltcups 2018/19 in Hongkong belegte Worschew im Keirin Platz sechs.

## Erfolge
2014
- Kasachischer Meister – Sprint

2015
- Kasachischer Meister – Sprint

2016
- Kasachischer Meister – Sprint

2017
- Kasachischer Meister – Sprint, Teamsprint (mit Bogdan Ruder und Kirill Ruder)

2018
- Kasachischer Meister – Sprint, Keirin, Teamsprint (mit Andrei Tschugai, Bogdan Ruder und Dmitri Resanow)

2019
- Kasachischer Meister – Sprint, 1000-Meter-Zeitfahren

## Teams
- 2017 Track Team Astana
- 2018 Track Team Astana